# Jason Burnell
Jason Scott Burnell (DeLand, 15 agosto 1997) è un cestista statunitense, che gioca come ala, nella Pallacanestro Brescia.

## Statistiche

### College
| Anno      | Squadra           | PG | PT | MP   | TC%  | 3P%  | TL%  | RP  | AP  | PRP | SP  | PP   |
| --------- | ----------------- | -- | -- | ---- | ---- | ---- | ---- | --- | --- | --- | --- | ---- |
| 2015-2016 | Georgia S. Eagles | 23 | 1  | 8,0  | 33,8 | 29,3 | 57,1 | 1,7 | 0,3 | 0,3 | 0,2 | 2,9  |
| 2017-2018 | JSU Gamecocks     | 35 | 18 | 25,4 | 51,1 | 33,8 | 78,8 | 6,0 | 1,8 | 0,8 | 1,0 | 11,2 |
| 2018-2019 | JSU Gamecocks     | 32 | 32 | 33,8 | 50,7 | 31,9 | 80,1 | 9,6 | 3,1 | 1,1 | 0,9 | 17,2 |
| Carriera  | Carriera          | 90 | 51 | 23,9 | 49,1 | 32,1 | 79,0 | 6,2 | 1,9 | 0,8 | 0,8 | 11,2 |